# Taiiku no hi
Dzień Zdrowia i Sportu (jap. 体育の日 Taiiku no hi) – jest japońskim świętem państwowym obchodzonym co roku w drugi poniedziałek października. Upamiętnia otwarcie Letnich Igrzysk Olimpijskich w 1964 w Tokio. Ma także za zadanie promować sport i aktywny tryb życia.

## Historia
Pierwszy Dzień Zdrowia i Sportu obchodzono 10 października 1966, dwa lata po olimpiadzie. Październik był niezwykle późnym miesiącem na organizowanie letnich igrzysk olimpijskich, jednak został wybrany celowo, aby uniknąć japońskiej pory deszczowej.
W 2000 decyzją japońskiego rządu (Happy Monday System, ハッピーマンデー制度, Happī Mandē Seido) Dzień Zdrowia i Sportu (Taiiku no hi) przeniesiono na drugi poniedziałek października